# William M. Evarts
William M. Evarts (Boston, 1818. február 6. – New York, 1901. február 28.) az Amerikai Egyesült Államok szenátora (New York, 1885–1891).